# Aage Haugland
Aage Haugland (* 1. Februar 1944 in Kopenhagen; † 23. Dezember 2000 in Lillerød) war ein dänischer Opernsänger (Bass, auch Bassbariton) norwegischer Abstammung. Insbesondere in den 1980er Jahren war er als akzentfreier Interpret von deutschsprachigen (Wagner, Strauss) und russischen Partien (Mussorgski, Schostakowitsch) international gefragt.

## Leben und Wirken
Aage Haugland wurde in Kopenhagen geboren, seine Eltern Åge Haugland (1914–1986) und Anne Lise geb. Grunnet (1921–2008) stammten aus Norwegen. In der Kindheit sang er als Solist im Copenhagen Boys’ Choir. Nachdem er zunächst an der Universität Kopenhagen ein Medizinstudium begonnen hatte, studierte er Gesang bei unter anderem Mogens Wöldike und Kristian Riis in Kopenhagen. In Oslo gewann er 1968 einen Gesangswettbewerb und debütierte dort im selben Jahr an der Norwegischen Oper Oslo in Bohuslav Martinůs Oper Komödie auf der Brücke. Ab 1973 war er Ensemblemitglied der Königlichen Oper Kopenhagen und entfaltete seine internationale Karriere.
Regelmäßig trat er in Oslo und auch an der Königlichen Oper Stockholm auf. Gastspiele führten ihn an bedeutende Opernhäuser wie das Londoner Royal Opera House (Debüt: 1975 als Hunding in Die Walküre), die English National Opera, die Mailänder Scala (als König Heinrich in Lohengrin und Boris Timofejewitsch in Lady Macbeth von Mzensk), das Teatro La Fenice, die Grand Opera Paris, die Opéra Bastille und das Grand Théâtre de Genève.
An der New Yorker Metropolitan Opera hatte er sein Debüt 1979 als Ochs in Der Rosenkavalier und trat dort in Folge in über 130 Vorstellungen auf (unter anderem in der Titelrolle in Boris Godunow, im Wagner-Fach als König Heinrich, Marke, Klingsor, Hunding und Fafner, als Dikoj in Katja Kabanowa, als Gremin in Eugen Onegin und als Don Fernando in Fidelio). An der Wiener Staatsoper debütierte er 1984 als Waarlam in Boris Godunow; insgesamt gab er dort bis 1991 dreißig Vorstellungen: als Waarlam, Titurel in Parsifal, Doktor in Wozzeck, Iwan Chowansko in Chowanschtschina und Hunding in der Walküre.
Bei den Bayreuther Festspielen war er in den Saisons 1983 bis 1986 als Hagen in Götterdämmerung und als Fafner (Das Rheingold und Siegfried) zu hören. Bei den Salzburger Osterfestspiele 1994 und 1998 sang er Warlaam in Boris Godunow und 1997 den Doktor in Wozzeck. Den Warlaam verkörperte er ebenfalls bei den Salzburger Festspielen (1994), wo er 1982 und 1983 bereits als Rocco in Fidelio aufgetreten war. Auch gastierte er beim Maggio Musicale Fiorentino.
Haugland wirkte bei verschiedenen Uraufführungen mit. An der Hamburgischen Staatsoper sang er 1995 die Rolle des Jason bei er Uraufführung von Rolf Liebermanns Oper Freispruch für Medea. 1998 wirkte er bei der Uraufführung von Bent Lorentzens Pergolesis Heimservice an der Jütländischen Oper Aarhus mit. Im Jahr 2000 sang er den Commander in der Uraufführung der Oper The Handmaid’s Tale von Poul Ruders am Opernhaus Kopenhagen.
Außerdem war Haugland ein gefragter Konzertsänger. 1985 wurde er zum königlichen Kammersänger ernannt. Neben seinen Kollegen Martti Talvela und Matti Salminen galt er, aufgrund seiner mächtigen und sinnlichen Stimme sowie seiner großen Bühnenpräsenz, als eindrucksvollster und vielseitigster skandinavischer Bass seiner Generation.
Haugland war seit 1970 mit Anette Munk-Andersen verheiratet. Er starb im Dezember 2000 an einer Krebserkrankung und wurde in Lillerød beerdigt.

## Opernrepertoire (Auswahl)
- Beethoven: Don Fernando, Don Pizarro und Rocco in Fidelio
- Berg: Doktor in Wozzeck
- Gounod: Mephisto in Faust
- Janáček: Dikoj in Katja Kabanowa
- Mozart: Leporello in Don Giovanni
- Mozart: Sarastro in Die Zauberflöte
- Mussorgski: Titelrolle und Waarlam in Boris Godunow
- Mussorgski: Iwan Chowanski in Chowanschtschina
- Nielsen: Jeronimus in Maskarade
- Nielsen: Samuel in Saul und David
- Pergolesi: Uberto in La serva padrona
- Puccini: Titelrolle in Gianni Schicchi
- Rossini: Basilio in Il barbiere di Siviglia
- Schönberg: Priester in Moses und Aron
- Schostakowitsch: Boris Timofejewitsch in Lady Macbeth von Mzensk
- Strauss: Ochs in Der Rosenkavalier
- Tschaikowski: Gremin in Eugen Onegin
- Verdi: Zaccaria in Nabucco
- Verdi: Banco in Macbeth
- Verdi: Großinquisitor in Don Carlos
- Verdi: Titelrolle in Falstaff
- Wagner: Daland in Der fliegende Holländer
- Wagner: König Heinrich in Lohengrin
- Wagner: Landgraf Hermann in Tannhäuser
- Wagner: Marke in Tristan und Isolde
- Wagner: Fafner in Das Rheingold
- Wagner: Hunding in Die Walküre
- Wagner: Fafner in Siegfried
- Wagner: Hagen in Götterdämmerung
- Wagner: Titurel, Gurnemanz und Klingsor in Parsifal

Quellen

## Diskografie (Auswahl)
- Alban Berg: Wozzeck (als Doktor), Dirigent: Claudio Abbado
- Modes Mussorgski: Chowanschtschina (als Iwan Chowanski), Dirigent: Claudio Abbado
- Modest Mussorgski: Boris Godunow (als Boris, Pimen und Warlaam), Dirigent: Dmitri Kitajenko
- Modest Mussorgski: Boris Godunow (als Pimen), Dirigent: Jerzy Semkow
- Dimitri Schostakowitsch: Lady Macbeth von Mzensk (als Polizist), Dirigent: Mstislaw Rostropowitsch
- Arnold Schönberg: Moses und Aron (als Priester), Dirigent: Georg Solti
- Dimitri Schostakowitsch: Lady Macbeth von Mzensk (als Boris Timofejewitsch), Dirigent: Myung-Whun Chung
- Richard Wagner: Götterdämmerung (als Hagen – auf Englisch gesungen), Dirigent: Reginald Goodall
- Richard Wagner: Parsifal (als Klingsor), Dirigent: Armin Jordan
- Richard Strauss: Der Rosenkavalier (als Ochs auf Lerchenau), Dirigent: Georg Solti
- Richard Strauss: Der Rosenkavalier (als Ochs von Lerchenau), Dirigent: Carlos Kleiber